# 國立民族學博物館 (日本)

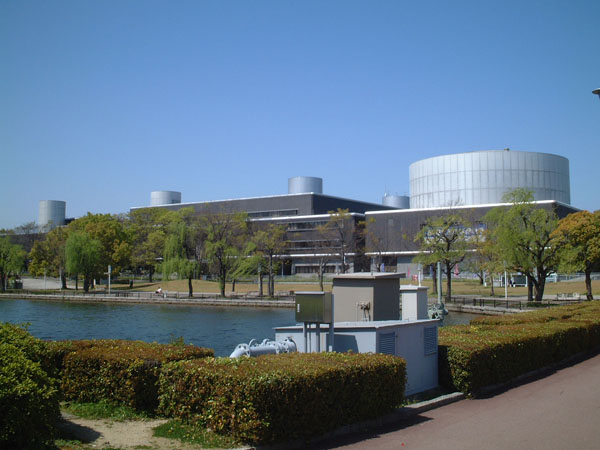

國立民族學博物館（日语：国立民族学博物館、こくりつみんぞくがくはくぶつかん、National Museum of Ethnology）是位於日本大阪府吹田市萬博紀念公園的一個研究展示民族學、文化人類學的博物館及研究所。現在的博物館建築竣工於1977年。

## 外部連結
- 国立民族学博物館ウェブサイト （页面存档备份，存于）
- 國立民族學博物館的X（前Twitter）